# Laufkraftwerk St. Pantaleon
Das Laufkraftwerk St. Pantaleon ist ein zwischen den Orten Enns und St. Pantaleon gelegenes Laufwasserkraftwerk am Fluss Enns und wird von der Ennskraftwerke AG betrieben.

## Errichtung
Es wurde zwischen 1960 und 1965 errichtet und zwischen 1976 und 1977 modernisiert. Bei der Modernisierung erfolgte die Automatisierung von Maschinen und die Verlegung der Fernsteuerung des Werks nach Mühlrading.

## Technik
Das Kraftwerk verfügt über zwei Maschinensätze mit Kaplan-Turbinen und Synchrongeneratoren. Die Turbinen weisen eine maximale Durchflussmenge von je 145 m³/s auf, wodurch je Maschinensatz eine Ausbauleistung von 27,287 MW erreicht wird. Ein Maschinensatz verfügt über einen Einphasen-Generator zur Speisung des Bahnstromnetzes mit einer Netzfrequenz von 16,7 Hz, der andere über einen Drehstrom-Generator für das öffentliche Stromnetz mit einer Netzfrequenz von 50 Hz. Das Kraftwerk verfügt zudem über 500-kVA-Drehstrom-Eigenbedarfstransformator, der die Leistung einem 20-kV-Netz entnimmt, das durch das Laufwasserkraftwerk Thurnsdorf gespeist wird. Das Eigenbedarfsnetz hat eine Nennspannung von 400 V.